# Максимов, Николай Михайлович (спортсмен)
Никола́й Миха́йлович Макси́мов (род. 15 ноября 1972, Москва) — российский ватерполист, заслуженный мастер спорта России, заслуженный мастер спорта Республики Казахстан, вратарь. Член сборной России. Кавалер ордена Дружбы (2001).

## Клубы
- «Динамо-Олимпийский» г. Москва (1990—2000) ( Россия)
- «Младость» г. Загреб (1996—1997) ( Хорватия)
- «Сабадель» г. Сабадель (2000—2003) ( Испания)
- «Лукойл-Спартак» г. Волгоград (2003—2005) ( Россия)
- «Синтез» г. Казань (2005 — 2011) ( Россия)
- «Астана» г. Кахстан (2011–2013 гг)
- «Динамо» г. Москва (2020-2021)

## Образование
Окончил Московский педагогический институт